# Precaución, piezas sueltas

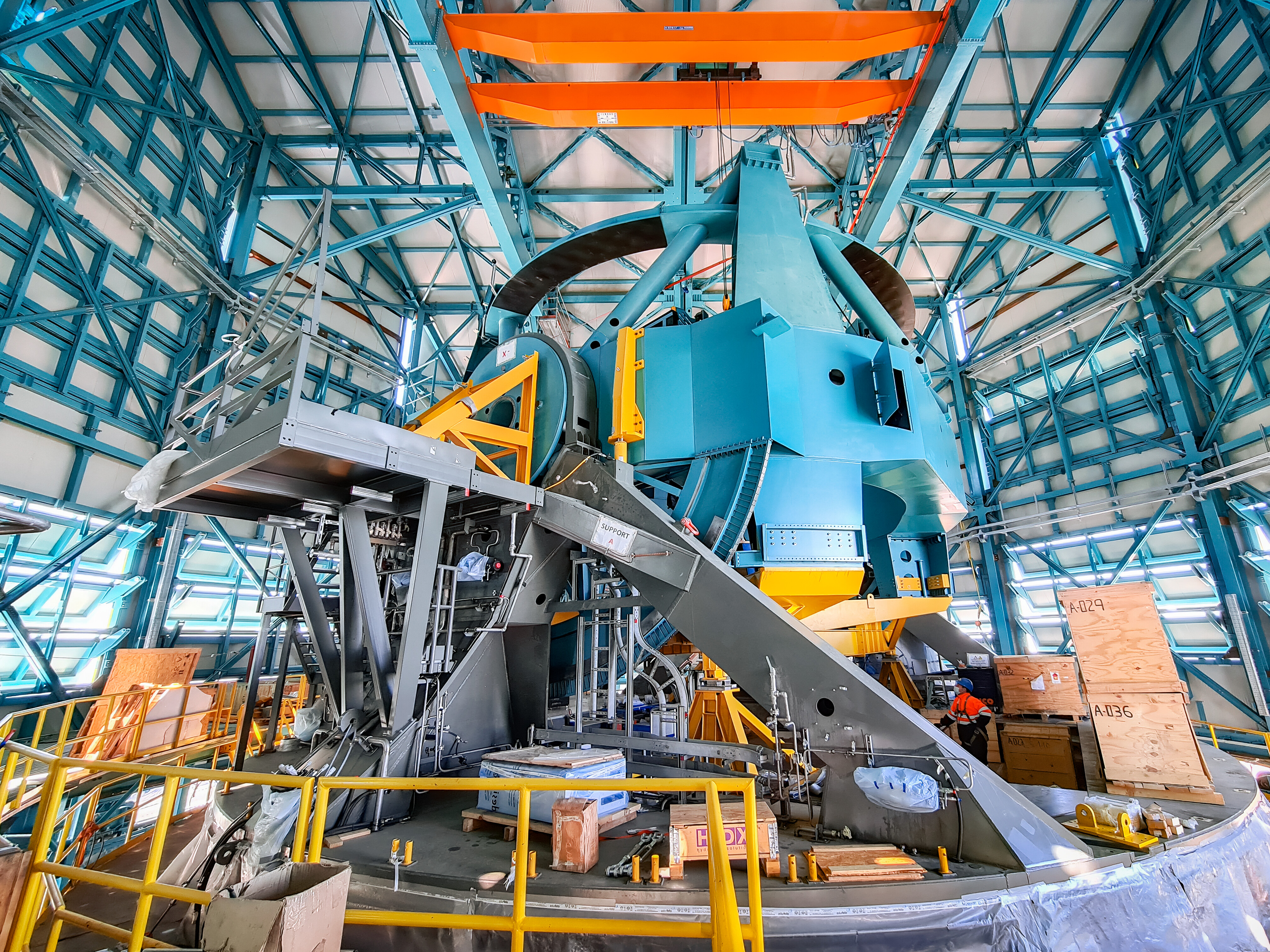
Construction of Simonyi Telescope at Vera C. Rubin Observatory, Chile.

Precaución, piezas sueltas es una serie de comedia o sitcom dirigida a un público adolescente que se emitió por primera vez en  YTV, cadena de televisión canadiense. Actualmente las dos primeras temporadas se encuentran en la plataforma de streaming Netflix y la tercera en Amazon Prime Video. 
Fue producida en Burnaby, Columbia Británica, y creada por Dan Signer, creador de más series de renombre como The Suite Life on Deck, ANT Farm o Mr. Young, y Howard Nemetz. Está protagonizada por Kolton Stewart, Charlie Storwick, Harrison Houde, Sydney Scotia, Dylan Playfair y Travis Turner y Ellie Harvie . La primera temporada, que cuenta con un total de 26 episodios, comenzó a transmitirse en enero de 2014. El final de la serie se emitió el 6 de junio de 2016.

## Premisa
Jarvir Raines (interpretado por Kolton Stewart) es un chico promedio de 14 años de edad. De manera inesperada se convierte en el CEO de la compañía Knickknack Toys tras un catastrófico incidente causado por uno de los juguetes de la empresa. El protagonista entonces se dispone a reclutar un grupo de diversos jóvenes, compañeros de su escuela, para que le sean de ayuda en el proceso de manejo del lugar. En cada episodio los personajes se enfrentarán a una diferente situación de índole cómica cuando algo se tergiversare a la hora de crear un nuevo juguete. 

## Episodios
- Primera temporada: 26 episodios. (del 6 al 26 de agosto de 2014.)
- Segunda temporada: 18 episodios. (del 5 de enero al 1 de febrero de 2016)
- Tercera temporada: 13 episodios. (del 14 de marzo al 6 de junio de 2016)

## Elenco y personajes

### Protagónicos.
- Kolton Stewart  en el papél de Jarvis Raines, es un adolescente que termina convirtiéndose en el director ejecutivo de la empresa de juguetería Knickknack Toys como resultado de una demanda a la empresa cuando uno de los juguetes producidos por el lugar explota, causando la destrucción de su casa. Con el tiempo, desarrolla sentimientos por el personaje de Piper, con quien empezará una relación romántica en la tercera temporada.
- Charlie Storwick  como Piper Gray, es una chica perteneciente a la subcultura gótica, su personalidad es sarcástica y posee un amplio conocimiento tecnológico. Esta es contratada por Jarvis como directora de tecnología y posteriormente ascendida a vicepresidenta de la empresa. Este personaje tiene sentimientos románticos por Jarvis desde antes de ser contratada por él, estos sentimientos terminan por ser correspondidos.
- Harrison Houde  como Bowie Sherman, es el excéntrico mejor amigo de Jarvis, es el primero en ser contratado y dispone de un puesto desconocido. Finalmente pasa a estar a cargo de la División de Bromas.
- Sydney Scotia  interpreta a Geneva Hayes, este personajes es una chica de bella apariencia, que "trabaja" en el puesto de recepcionista y asistente ejecutiva personal de Jarvis. Es popular entre los jóvenes que la rodean, incluyendo a Jarvis, hasta el momento en el que comienza a salir con Piper. A pesar de su aparente falta de inteligencia, tiene otros talentos, como ser capaz de resolver un cubo de Rubik más rápido que un robot.
- Travis Turner  es Aster Vanderberg, un joven muy creativo, lleno de confianza y de ideas vanguardistas que es contratado como el director de diseño de Knickknack Toys.
- Dylan Playfair  es Malcolm "Knox" Knoxford III, un temerario deportista extremo de carácter amigable y extrovertido. Realiza la labor de probador de seguridad del producto y a su vez, de muñeco de prueba de choque humano.
- Ellie Harvie  como Candace Wheeler / Sra. Bubkes, es la anterior propietaria de Knickknack y única persona adulta dentro del elenco principal de la serie. Jarvis se convierte en el propietario de la empresa contra los deseos de Candace. Como parte de un pan para recuperar su puesto, esta se hace pasar por la conserje, la Sra. Bubkes, una mujer anciana del país ficticio de Europa del Este Meeskatania, con el objetivo de espiar y sabotear a Jarvis y sus amigos.

## Producción
La serie fue creada y producida por Dan Signer y Howard Nemetz, en Burnaby, Columbia Británica.
La serie fue renovada para una segunda temporada en junio de 2014. El 19 de agosto de 2015 fue puesta en emisión. Finalmente el 7 de enero de 2017, YTV canceló la serie tras la transmisión de una tercera y última temporada de 13 episodios.

## enlaces externos
- Some Assembly Required  – on YTV
- Precaución, piezas sueltas en Internet Movie Database (en inglés).

- Datos: Q16854695